# Space Engineers
Space Engineers (с англ. — «Космические инженеры») — воксельная игра-песочница о строительстве и обслуживании космических структур. Игра стала доступна в Steam Early Access с 23 октября 2013 года.
28 февраля 2019 года состоялся релиз игры на платформе Windows.
Игра основана на графическом движке VRage 2.0, собственной разработки компании-создателя Keen Software House.

## Игровой процесс
Геймплей игры основан на строительстве космических кораблей, станций и исследовании планет и астероидов с целью найти ресурсы. При создании или редактировании мира доступно несколько расширенных опций для изменения того, как игрок будет взаимодействовать с миром.
Доступны два размера блоков: малые и большие. Оптимальность конструкции малых и больших кораблей зависит от размера выбираемых блоков. Любое сооружение может быть переделано в стационарный (космическая/наземная станция) или мобильный (планетоход/корабль) объект. Блоки стационарного сооружения могут пересекаться с вокселями планеты или астероида. Переделка может быть недоступна, если отключена в настройках мира или её блоки пересекаются с вокселями породы.
Игра начинается с выбора сценария (миссии) или создания мира. Имеется набор встроенных сценариев/миров. Также имеется большой выбор пользовательских разработок.

### Творческий режим игры
В творческом режиме игроки обладают неограниченными ресурсами, могут мгновенно создавать инструменты и блоки. Некоторые дополнительные возможности, такие как режим симметрии, копирование и вставка кораблей, доступны только в этом режиме. Первоначально — в бытность игры в раннем доступе — творческий режим был единственным режимом, доступным в игре.

### Режим выживания
В режиме выживания игрокам необходимо добывать, собирать и очищать различные ресурсы, чтобы создавать инструменты, оружие и блоки, а также производить электричество. Ресурсы можно добывать вручную с помощью ручного бура или с использованием самоходных машин и кораблей с буровым оборудованием. Чтобы избежать смерти, игроки должны следить за своим здоровьем и энергией, балансом энергосистемы построенных судов и объектов и уровнем кислорода. Здоровье и энергия игрока могут быть восстановлены с использованием медицинского блока (отдельно энергию можно также восстановить в кабине пилота). Запас кислорода может быть восполнен в медблоке, если он подключён к генератору O2/H2, или при помощи кислородного баллона, заправляемого в вышеупомянутом генераторе. С некоторых пор в игре присутствует опция «Прогресс», позволяющая игроку продвигаться по дереву блоков от простых к сложным.

### Планеты
12 ноября 2015 года были добавлены планеты, — т. е. теперь возможно выживание на планетах. На данный момент в игре присутствуют 5 планет: Земля, Марс, Чужая планета, Тритон, Пертам и их спутники: Луна, Европа, Титан (не путать со спутником Сатурна Титаном).

### Неизвестные сигналы
17 августа 2017 года в режим выживания были добавлены «неизвестные сигналы». Эти сигналы появляются случайно в определённом диапазоне вокруг игрока и указывают расположение маленького зонда с помощью координат GPS. Каждый зонд имеет кнопку, которая при нажатии на неё, случайным образом выдаёт скин на снаряжения или на скафандр, либо не даёт ничего. Так же в зонде находится маленький контейнер с различными ресурсами или снаряжением полезными при строительстве. Скины на снаряжение или скафандр могут быть проданы или куплены на торговой площадке Steam.

### Модификации
В Steam опубликованы десятки тысяч чертежей, миссий и модов к игре. Они значительно меняют возможности и механику игры добавляя новую функциональность или изменяя существующую. Можно добавить новые планеты, враждебные фракции, двигатели, типы ресурсов, новые блоки с целыми системами модификаций (тирами). В результате игра может превратиться как в суровый для выживания мир, так и в поле боя с атакующими враждебными дронами (PvE) или же другими игроками (PvP).

## Продажи
24 февраля 2014 года было продано 250 000 экземпляров игры.
20 октября 2014 года разработчики из Keen Software House объявили о продаже миллионной копии игры.
15 декабря 2016 года игра вошла в стадию бета-теста, а 28 февраля 2019 года была официально выпущена.
Летом 2018 года, благодаря уязвимости в защите Steam Web API, стало известно, что точное количество пользователей сервиса Steam, которые играли в игру хотя бы один раз, составляет 4 204 751 человек.

## Отзывы и награды
Игра получила смешанные отзывы. Сайт-агрегатор Metacritic показывает оценку 67 из 100 на платформе PC на основании 1 обзора и среднюю оценку 68 из 100 на платформе Xbox One на основании 4 обзоров.
В 2013 году на церемонии награждения «Игра года IndieDB» Space Engineers заняла четвёртое место.

## Галерея

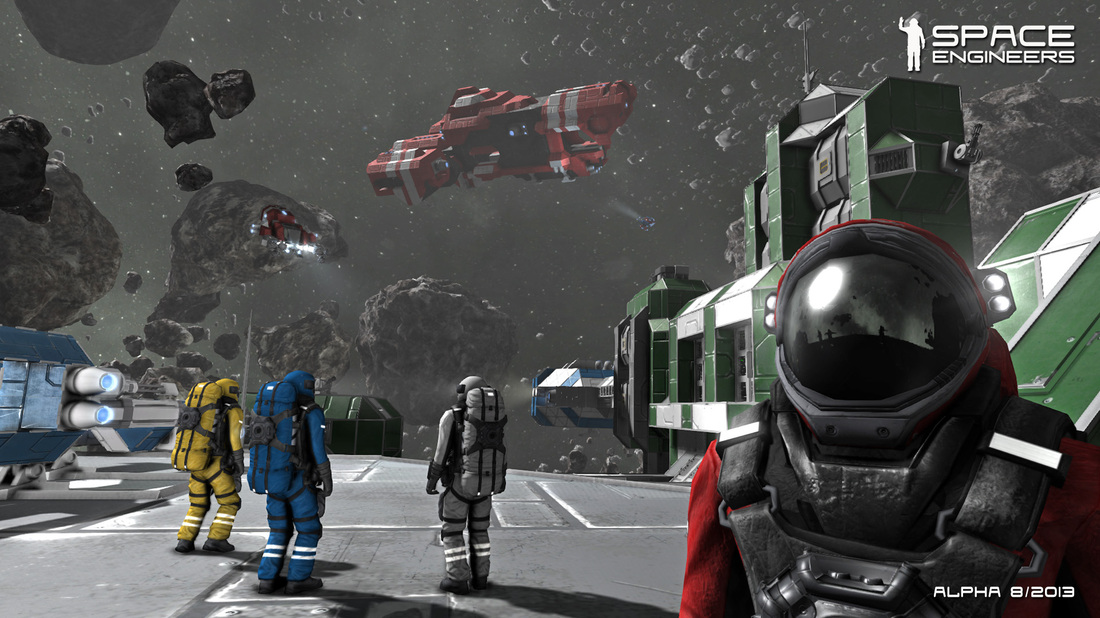
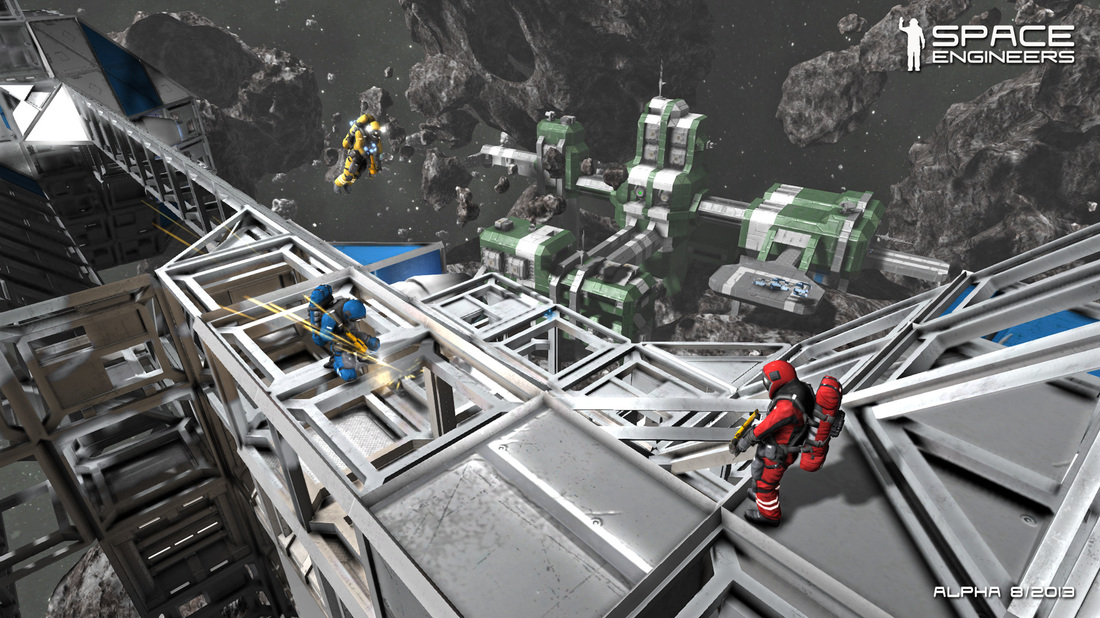
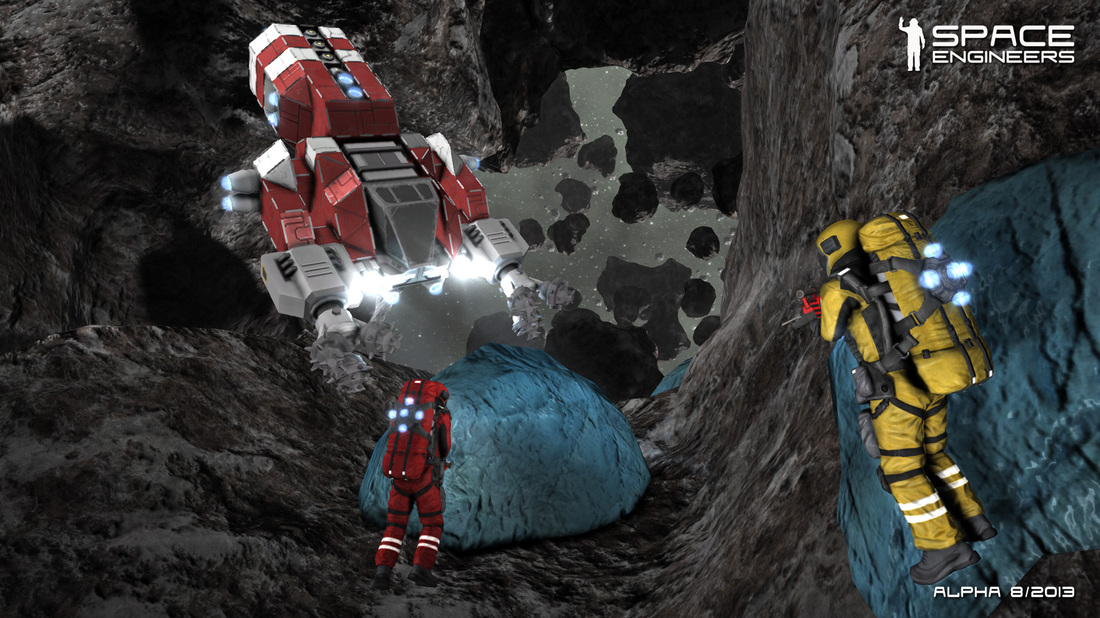
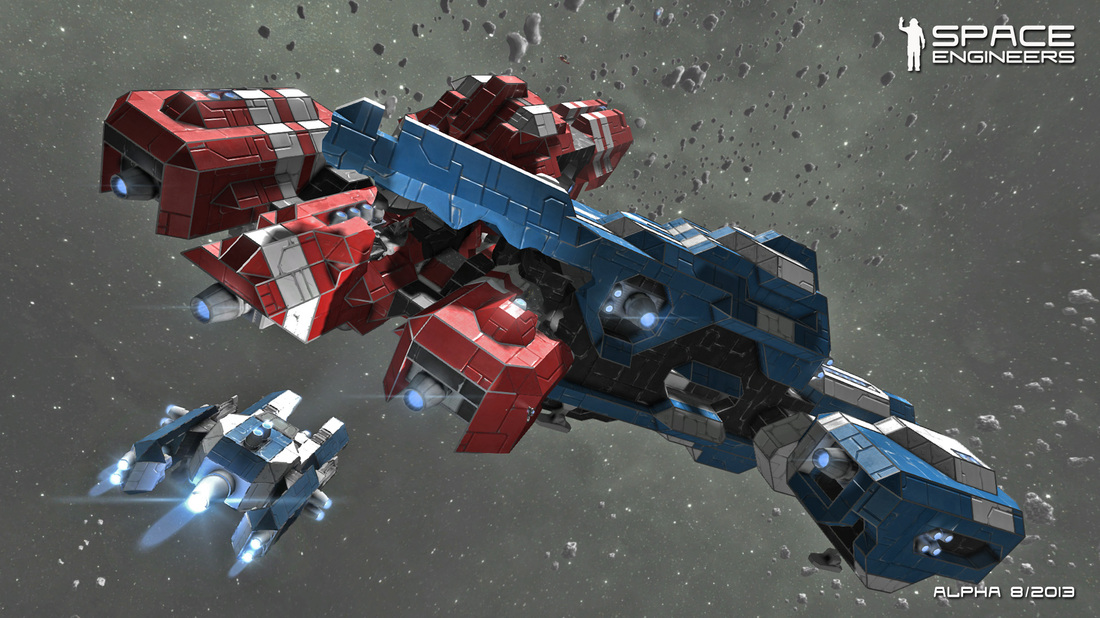
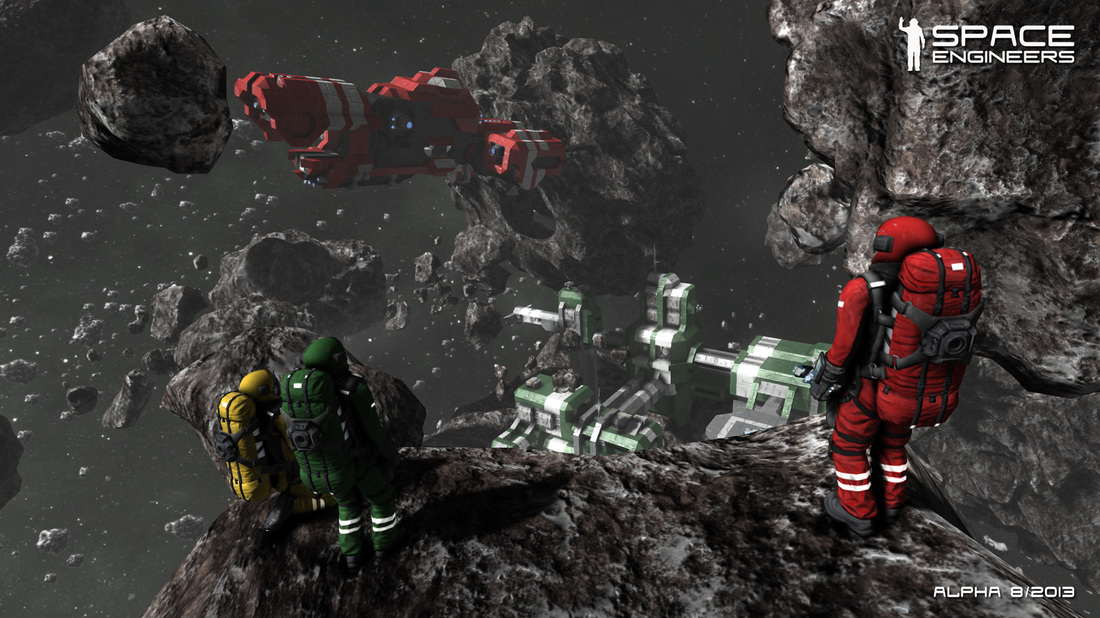
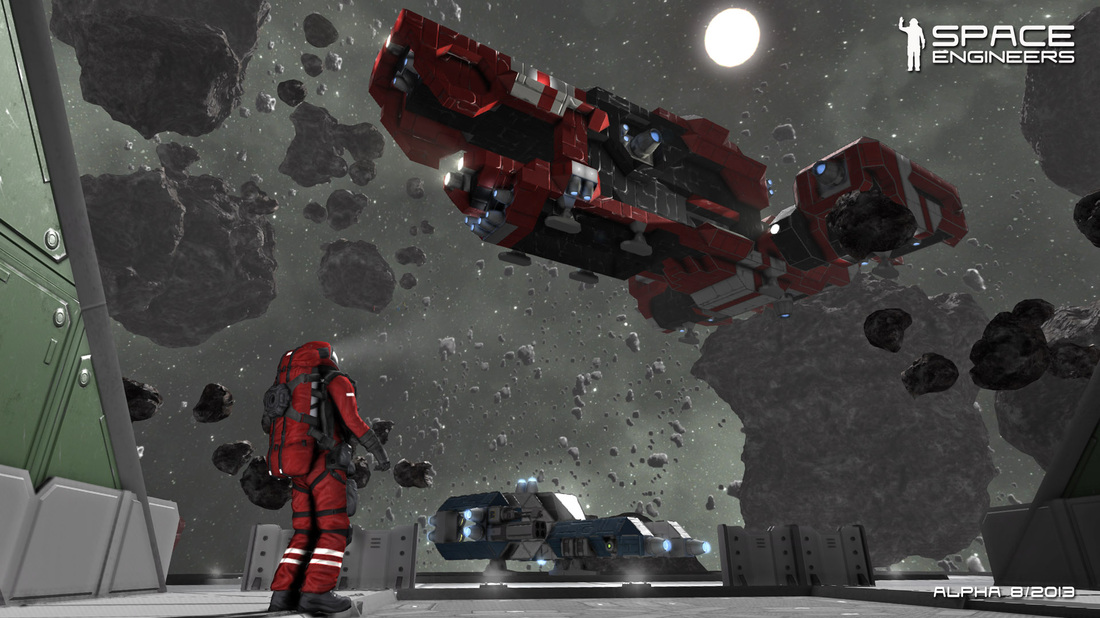
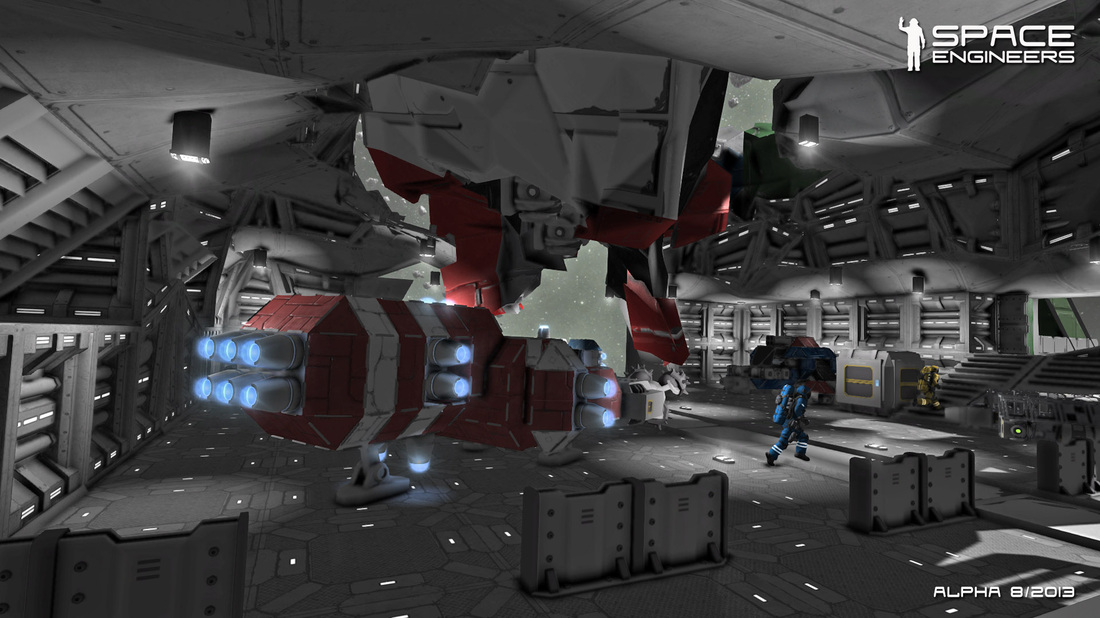
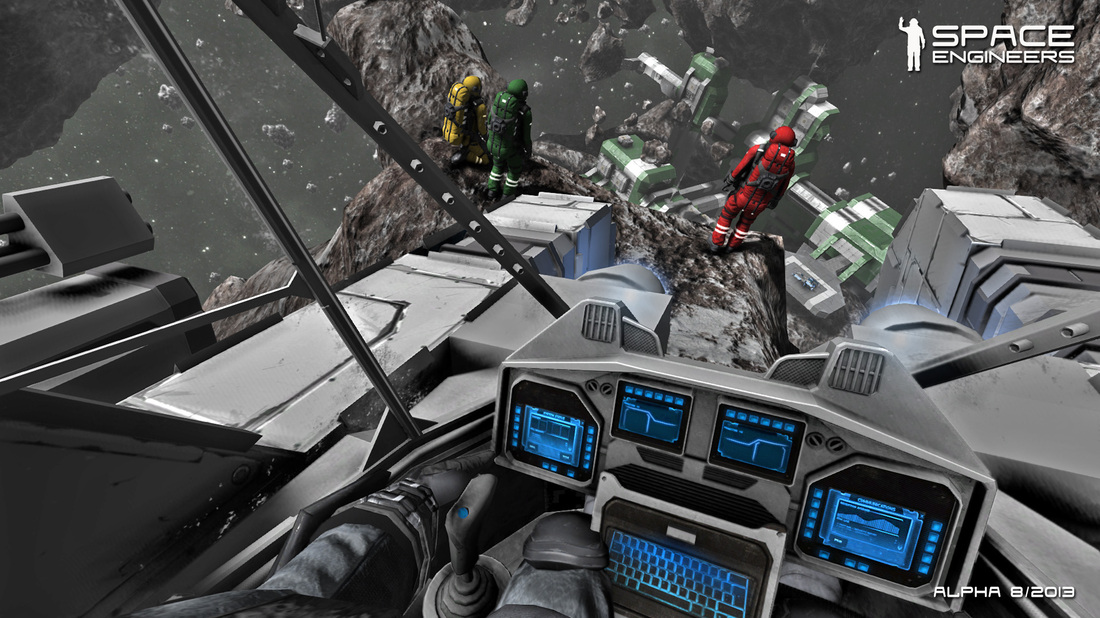
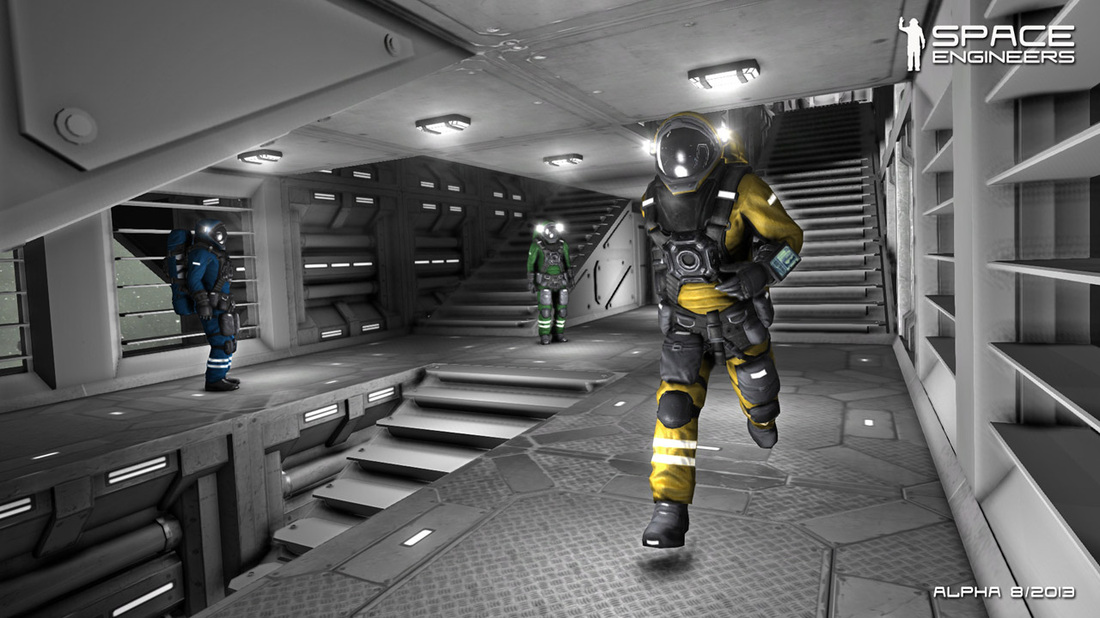
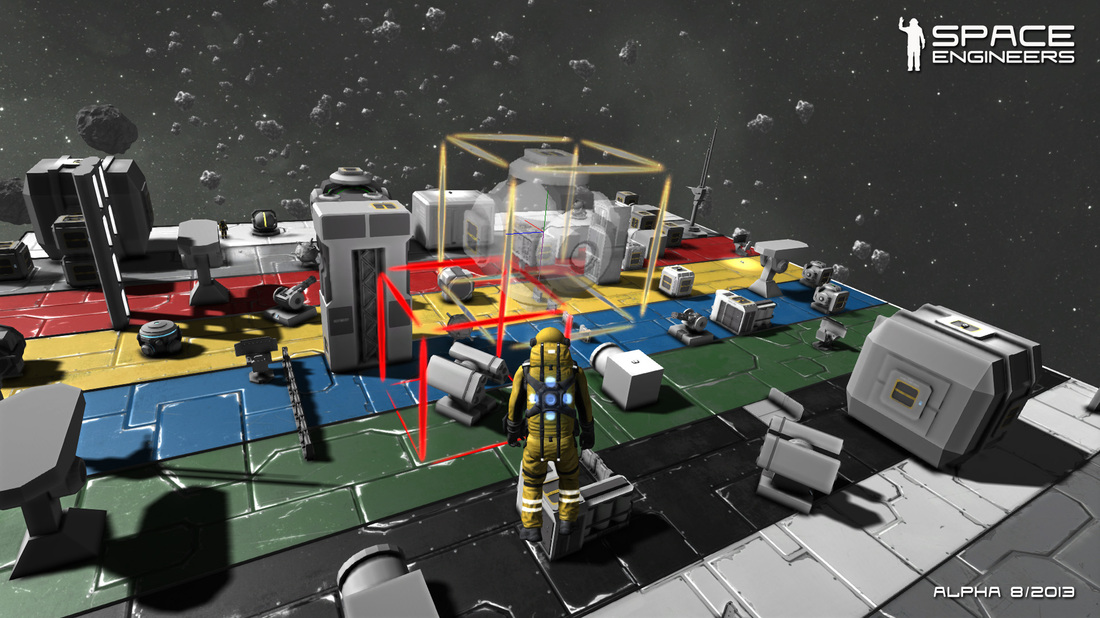
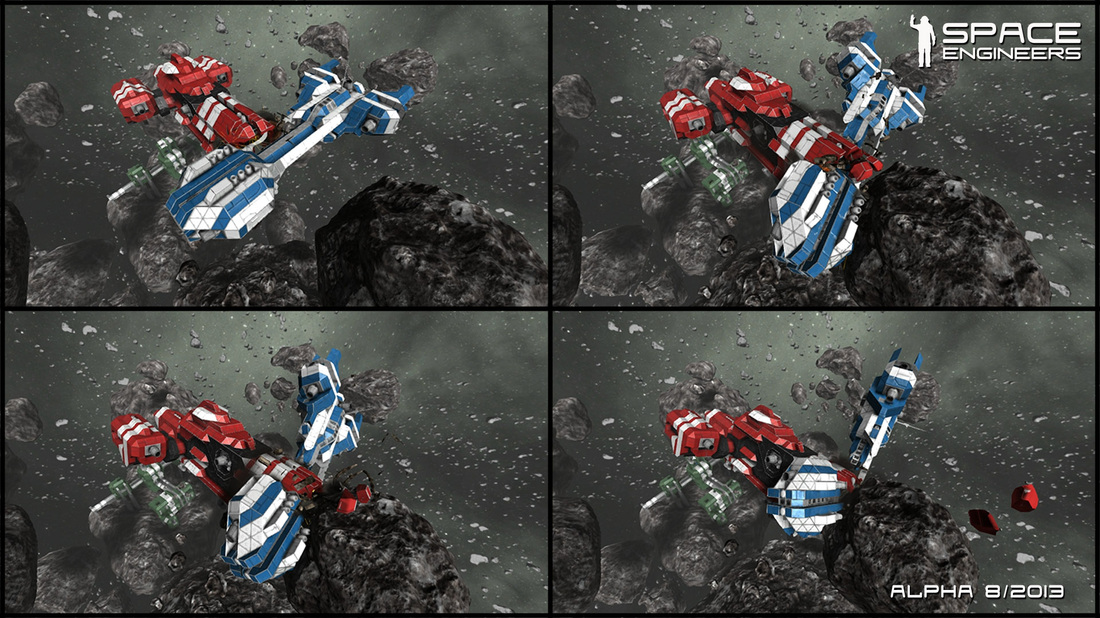
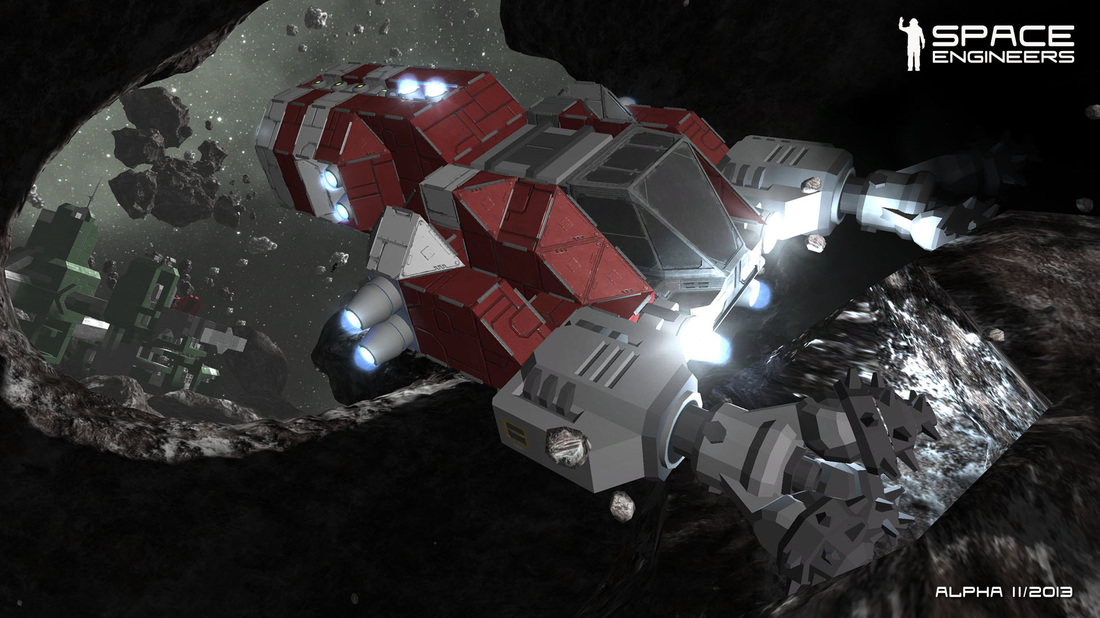